# Nouvion
Pour les articles homonymes, voir Nouvion (homonymie).
Nouvion, parfois appelée localement Nouvion-en-Ponthieu, est une commune française située dans le département de la Somme en région Hauts-de-France.
Depuis le 28 juillet 2020, la commune fait partie du parc naturel régional Baie de Somme - Picardie maritime.
La commune fait partie des villages labellisés Pays d'art et d'histoire qui œuvrent à mettre en avant leur patrimoine,.

## Géographie

### Localisation
Nouvion est un bourg picard du Ponthieu. 
Limitrophe de Crécy-en-Ponthieu, la localité est située à 13 km au nord-ouest d'Abbeville et à 51 km au nord-ouest d'Amiens à vol d'oiseau.
Le territoire de la commune est limitrophe de ceux de huit communes.
Les communes limitrophes sont Crécy-en-Ponthieu, Forest-l'Abbaye, Forest-Montiers, Lamotte-Buleux, Noyelles-sur-Mer, Ponthoile, Sailly-Flibeaucourt et Le Titre.

### Nature du sol et du sous-sol
Le sol et le sous-sol de la commune de Nouvion sont de formation quaternaire. Le diluvium gris (silex) et le lœss ou limon des plateaux dominent la majeure partie du territoire. Au nord-ouest, la glaise ferrugineuse domine.

### Relief, paysage, végétation

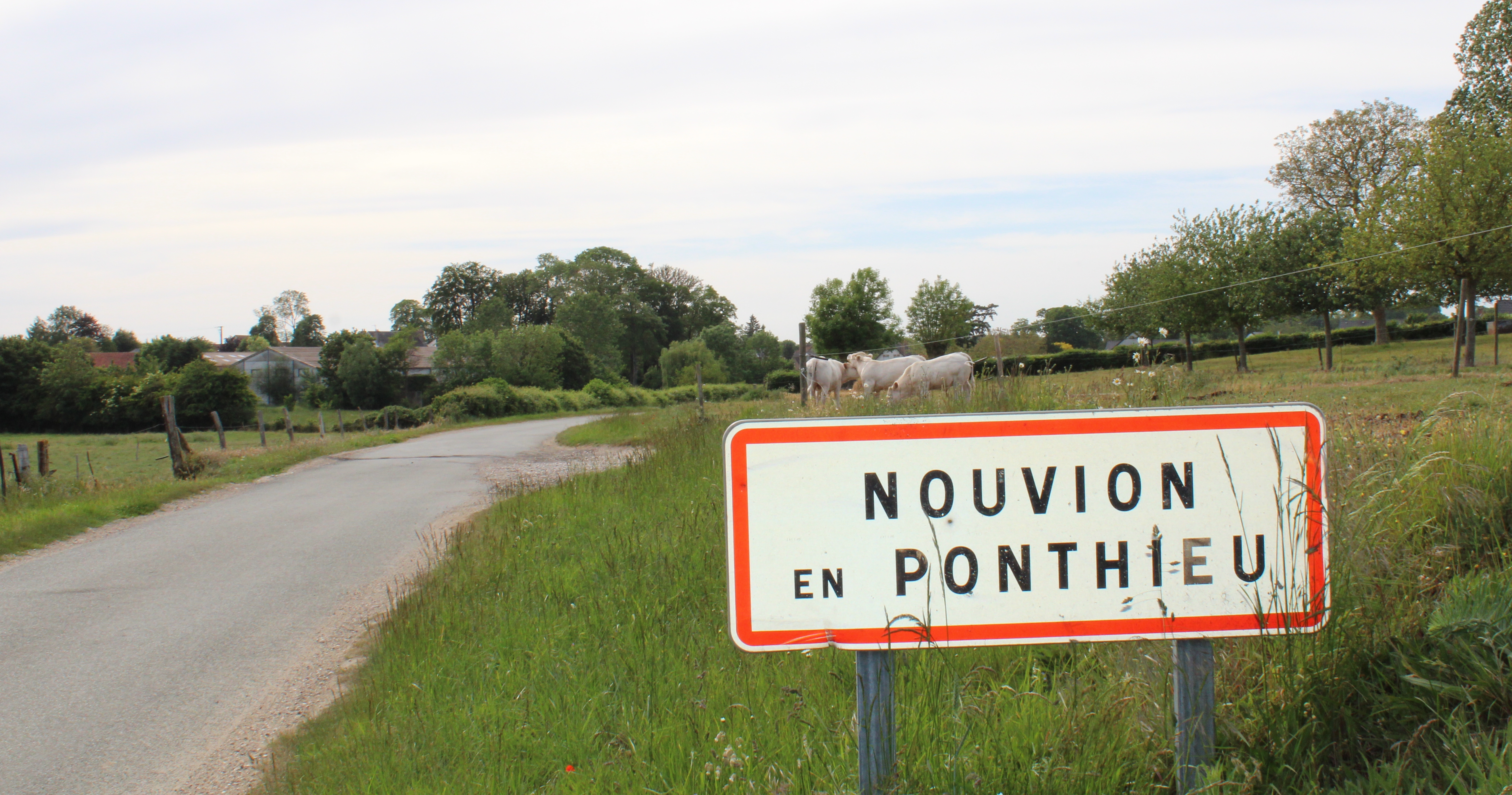
Une entrée du village.

Le relief de la commune se compose d'un vallon où s'est construit le village dont l'altitude la plus basse est de 7 mètres et d'un plateau sur lequel se situe la forêt de Crécy. Le point culminant de la commune s'élève à 35 m.

### Hydrographie

#### Réseau hydrographique
La commune est située dans le bassin Artois-Picardie. Elle est drainée par la rivière du Dien.
Le Dien, d'une longueur de 18 km, prend sa source dans la commune  et se jette  dans la Somme canalisée à Le Crotoy, après avoir traversé trois communes.

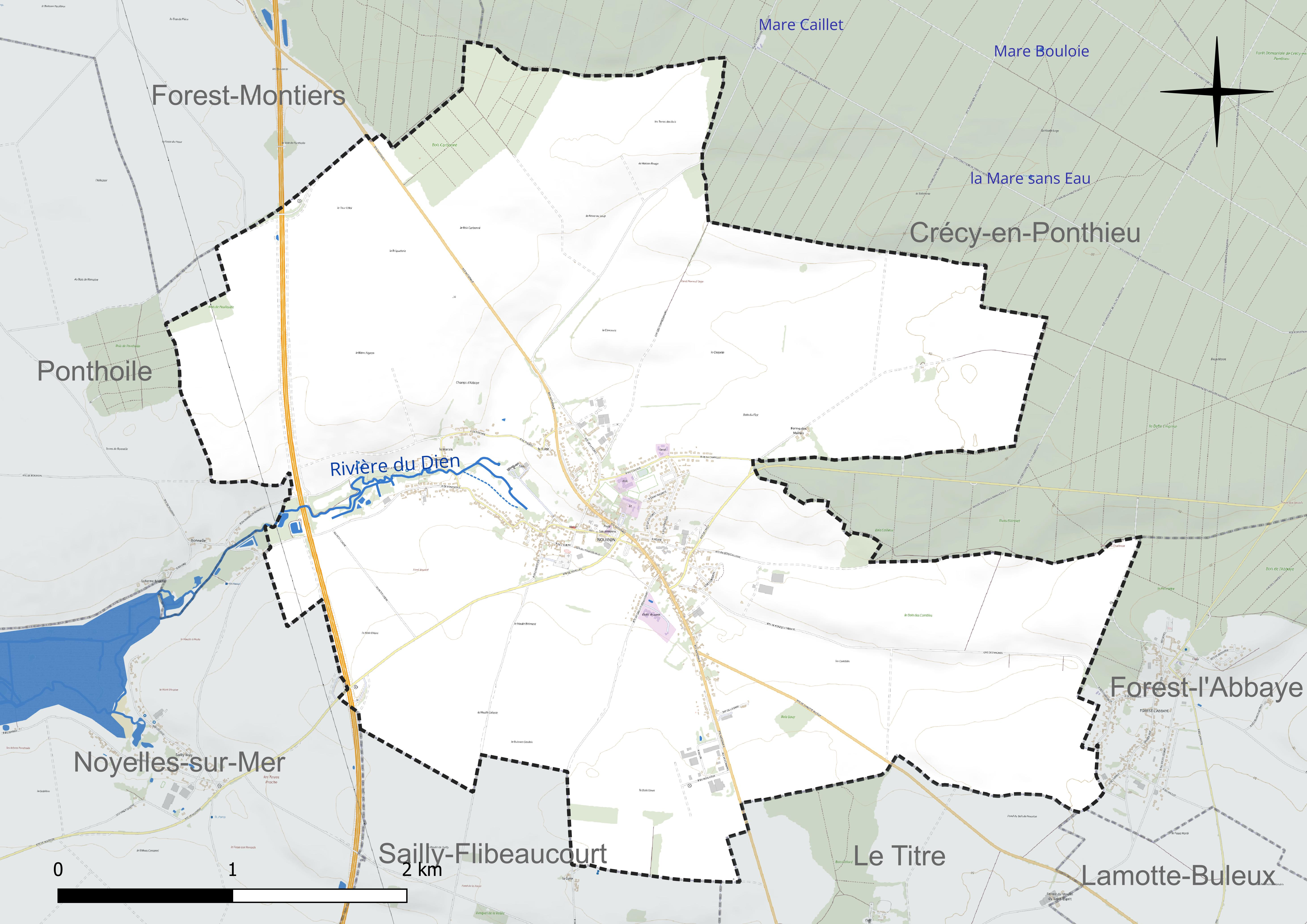
Réseau hydrographique de Nouvion.

#### Gestion et qualité des eaux
Le territoire communal est couvert par le schéma d'aménagement et de gestion des eaux (SAGE) « Somme aval et Cours d'eau côtiers ». Ce document de planification concerne un territoire de 1 835 km2 de superficie, délimité par le bassin versant de la Somme canalisée. Le périmètre a été arrêté le 29 avril 2010 et le SAGE proprement dit a été approuvé le 6 août 2019. La structure porteuse de l'élaboration et de la mise en œuvre est le syndicat mixte d'aménagement hydraulique du bassin versant de la Somme (AMEVA).
La qualité des cours d'eau peut être consultée sur un site dédié géré par les agences de l'eau et l'Agence française pour la biodiversité.

### Climat
Pour des articles plus généraux, voir Climat des Hauts-de-France et Climat de la Somme.
En 2010, le climat de la commune est de type climat océanique franc, selon une étude du CNRS s'appuyant sur une série de données couvrant la période 1971-2000. En 2020, Météo-France publie une typologie des climats de la France métropolitaine dans laquelle la commune est exposée à un climat océanique et est dans la région climatique Côtes de la Manche orientale, caractérisée par un faible ensoleillement (1 550 h/an) ; forte humidité de l'air (plus de 20 h/jour avec humidité relative > 80 % en hiver), vents forts fréquents.
Pour la période 1971-2000, la température annuelle moyenne est de 10,6 °C, avec une amplitude thermique annuelle de 12,9 °C. Le cumul annuel moyen de précipitations est de 854 mm, avec 12,1 jours de précipitations en janvier et 8,1 jours en juillet. Pour la période 1991-2020, la température moyenne annuelle observée sur la station météorologique la plus proche, située sur la commune d'Abbeville à 13 km à vol d'oiseau, est de 11,0 °C et le cumul annuel moyen de précipitations est de 806,2 mm,. Pour l'avenir, les paramètres climatiques de la commune estimés pour 2050 selon différents scénarios d'émission de gaz à effet de serre sont consultables sur un site dédié publié par Météo-France en novembre 2022.
Nouvion est un bourg picard du Ponthieu, voisin de la forêt de Crécy et de la baie de Somme. Situé à 12 km au nord-ouest d'Abbeville, il est desservi par l'ancienne route nationale 1 (actuelle RD 1001) et par la sortie 24 de l'autoroute A16.

#### Activité économique et de service
Le bourg de Nouvion concentre les activités économiques qui outre l'agriculture se composent de commerces de proximité, de services : école, collège, services de santé etc.

## Urbanisme

### Typologie
Au 1er janvier 2024, Nouvion est catégorisée bourg rural, selon la nouvelle grille communale de densité à sept niveaux définie par l'Insee en 2022.
Elle est située hors unité urbaine. Par ailleurs la commune fait partie de l'aire d'attraction d'Abbeville, dont elle est une commune de la couronne,. Cette aire, qui regroupe 73 communes, est catégorisée dans les aires de 50 000 à moins de 200 000 habitants,.

### Occupation des sols
L'occupation des sols de la commune, telle qu'elle ressort de la base de données européenne d'occupation biophysique des sols Corine Land Cover (CLC), est marquée par l'importance des territoires agricoles (87,6 % en 2018), en diminution par rapport à 1990 (88,5 %). La répartition détaillée en 2018 est la suivante : 
terres arables (83,4 %), zones urbanisées (7,7 %), prairies (4,2 %), forêts (3,5 %), zones humides intérieures (1,1 %), milieux à végétation arbustive et/ou herbacée (0,1 %). L'évolution de l'occupation des sols de la commune et de ses infrastructures peut être observée sur les différentes représentations cartographiques du territoire : la carte de Cassini (XVIIIe siècle), la carte d'état-major (1820-1866) et les cartes ou photos aériennes de l'IGN pour la période actuelle (1950 à aujourd'hui).

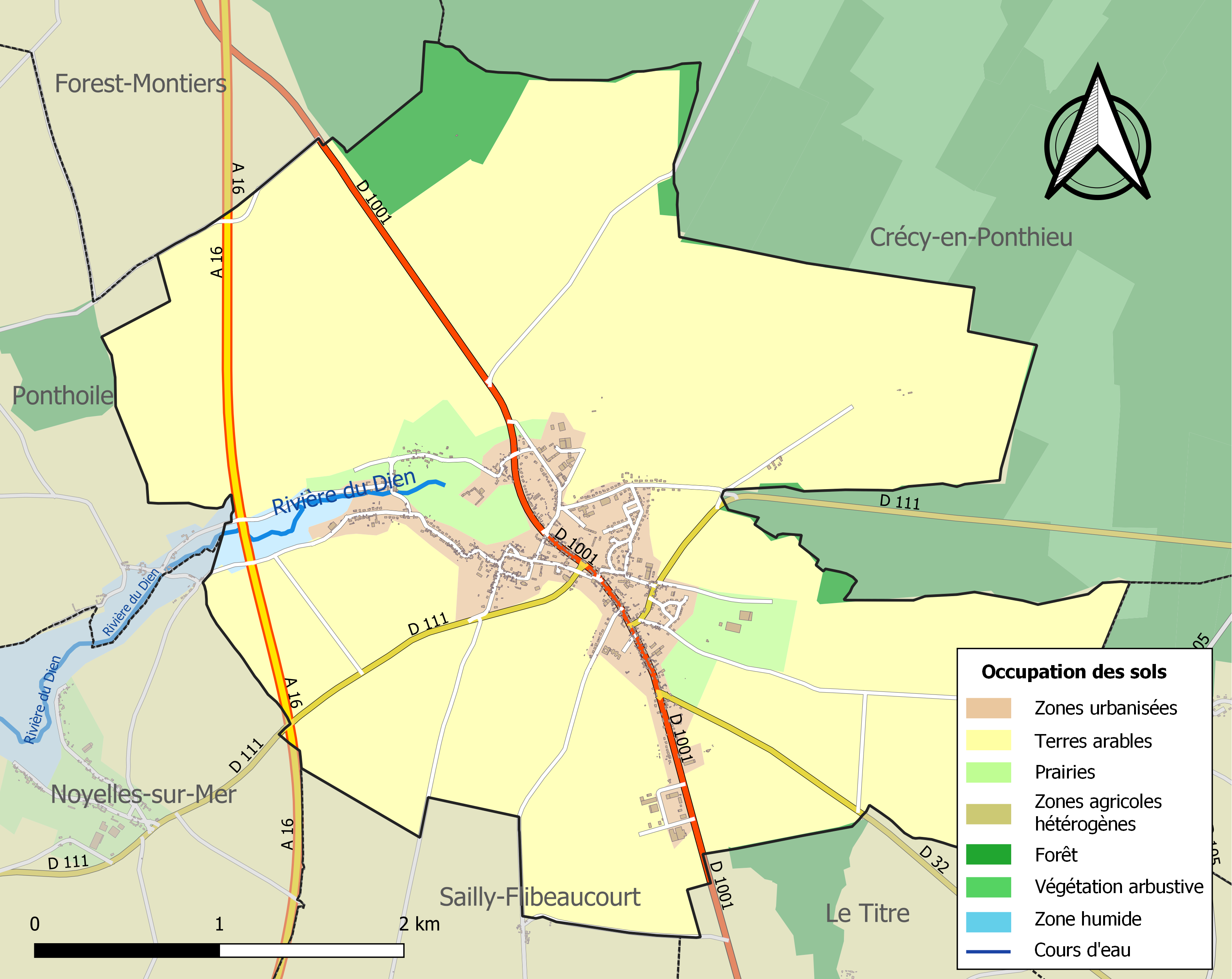
Carte des infrastructures et de l'occupation des sols de la commune en 2018 (CLC).

### Habitat
La commune de Nouvion présente un habitat groupé. En 1899, deux fermes et un moulin à vent constituaient les seuls écarts sur le territoire communal.

### Voies de communication et transports
La localité est desservie par les lignes de bus du réseau Trans'80, chaque jour de la semaine, sauf le dimanche.

## Toponymie
Un diplôme de Clotaire IV nous fournit Noviomum in pago Pontivo dès 718. En 1060, Noviomo est relevé dans un cartulaire de Valloires. Lors de la fondation du prieuré Saint-Pierre d'Abbeville, une autre forme latinisée, Novionum, est mentionnée en 1100. L'échevinage d'Abbeville proposa Noyon-sur-la-mer en 1592. La même source mentionne la présence d'un poste de garde-côtes.
Du mot gaulois novio « nouveau », accompagné du mot gaulois magos. Le mot gaulois magos a d'abord désigné un simple champ, puis un champ de foire, un marché et enfin le village ou la ville qui se développe autour de ce marché.
Les Gaulois mettaient l'accent tonique sur la dernière voyelle -o- du premier élément : les finales en -ômagos se sont donc transformées en -ômos pour finalement être réduites au simple son -on, -an ou -en.

## Histoire

### Préhistoire
Des haches de pierre ont été trouvées à Nouvion.

### Antiquité
Des monnaies gallo-romaines ont été trouvées à Nouvion.
En 1971 et pendant les années suivantes, des objets funéraires ont été retrouvés au nord du bourg de Nouvion. Une nécropole du bas Empire romain a été découverte, les fouilles archéologiques mettant au jour 232 sépultures des IVe, Ve, VIe et VIIe siècles contenant de nombreux objets funéraires : céramiques, armes, boucles de ceinture, bijoux (dont 21 fibules), monnaie de Magnence, verreries, stèle chrétienne etc..

### Moyen Âge

#### Haut Moyen Âge
L'occupation humaine est attestée depuis au moins le Bas-Empire et les Mérovingiens puisqu'une nécropole de plusieurs centaines de tombes fut découverte. Cette nécropole a livré des tombes riches d'informations sur la fin de l'Antiquité et le début du Moyen Âge (du IVe siècle à la fin du VIIe siècle).
En 718, Clotaire IV donne Nouvion à l'abbaye Saint-Médard de Soissons.

#### Bas Moyen Âge
Le premier seigneur connu est Robert de Nouvion en 1110. Viennent ensuite Henri en 1128, Bertrand en 1160, Simon en 1201, Eustache en 1219 et Henri en 1230.
Louis XI résidait à Nouvion quand il venait chasser le cerf en forêt de Crécy.

### Époque moderne
À la fin du XVIe siècle, le village appartenait à Guillaume de Lamiré, seigneur de Nouvion.
Une école existait déjà en 1680.

### Époque contemporaine
De 1892 à 1947, Nouvion fut desservie par la ligne Noyelles - Forest-l'Abbaye des chemins de fer départementaux de la Somme, une compagnie de chemins de fer secondaire à voie métrique.
À la fin du XIXe siècle, l'industrie n'est représentée que par la fabrication du charbon de bois, un moulin à vent et quelques ouvriers employés dans la serrurerie.
La création de la ligne de chemin de fer Paris-Boulogne, passant par Noyelles et Rue porta un grand préjudice à la localité qui vit disparaître le transport par diligences sur la route principale.

## Politique et administration

### Intercommunalité
La commune était membre de la communauté de communes du canton de Nouvion, créée le 1er janvier 2007.
Dans le cadre des dispositions de la loi portant nouvelle organisation territoriale de la République du 7 août 2015, qui prévoit que les établissements publics de coopération intercommunale (EPCI) à fiscalité propre doivent avoir un minimum de 15 000 habitants, cette intercommunalité a fusionné avec ses voisines pour former, le 1er janvier 2017, la communauté de communes Ponthieu-Marquenterre, dont la commune est désormais membre.

## Population et société

### Démographie
L'évolution du nombre d'habitants est connue à travers les recensements de la population effectués dans la commune depuis 1793. Pour les communes de moins de 10 000 habitants, une enquête de recensement portant sur toute la population est réalisée tous les cinq ans, les populations de référence des années intermédiaires étant quant à elles estimées par interpolation ou extrapolation. Pour la commune, le premier recensement exhaustif entrant dans le cadre du nouveau dispositif a été réalisé en 2005.

En 2022, la commune comptait 1 207 habitants, en évolution de −8,42 % par rapport à 2016 (Somme : −1,26 %, France hors Mayotte : +2,11 %).
| 1793 | 1800 | 1806 | 1821 | 1831 | 1836 | 1841 | 1846  | 1851 |
| ---- | ---- | ---- | ---- | ---- | ---- | ---- | ----- | ---- |
| 558  | 623  | 956  | 776  | 839  | 993  | 939  | 1 000 | 977  |

| 1856 | 1861 | 1866 | 1872 | 1876 | 1881 | 1886 | 1891 | 1896 |
| ---- | ---- | ---- | ---- | ---- | ---- | ---- | ---- | ---- |
| 891  | 914  | 870  | 841  | 833  | 840  | 801  | 816  | 716  |

| 1901 | 1906 | 1911 | 1921 | 1926 | 1931 | 1936 | 1946 | 1954 |
| ---- | ---- | ---- | ---- | ---- | ---- | ---- | ---- | ---- |
| 738  | 808  | 804  | 720  | 676  | 663  | 703  | 732  | 739  |

| 1962 | 1968  | 1975  | 1982  | 1990  | 1999  | 2005  | 2006  | 2010  |
| ---- | ----- | ----- | ----- | ----- | ----- | ----- | ----- | ----- |
| 906  | 1 026 | 1 004 | 1 102 | 1 232 | 1 210 | 1 229 | 1 222 | 1 241 |

| 2015  | 2020  | 2022  | - | - | - | - | - | - |
| ----- | ----- | ----- | - | - | - | - | - | - |
| 1 314 | 1 231 | 1 207 | - | - | - | - | - | - |

### Enseignement
La vie scolaire primaire s'organise autour d'une école maternelle et élémentaire. Les communes de Forest-Montiers (depuis 2003) et Ponthoile (depuis 2018) relèvent du secteur scolaire de Nouvion.
Le collège Jacques-Prévert scolarise 319 élèves pour 23 enseignants répartis en 13 classes à la rentrée 2017.

### Vie quotidienne
- Vie culturelle et sportive : une école de musique, une bibliothèque (rénovée en 2008), de nombreuses associations, un gymnase rénové et agrandi, un court de tennis extérieur, une piste de course, un stade de football (stade Georges-Brissy)... Lors de la saison 2021-2022, l'AV Nouvion (District 3) se qualifie pour le 4e tour de la Coupe de France et affronte l'Olympique Lumbres (Régional 1).
- Vie commerciale : un supermarché, une boulangerie-pâtisserie, une station service, des cafés-restaurants le long de la D 1001 (ex-RN 1)...
- Vie cultuelle : église Saint-Maurice (paroisse Saint-Honoré du Nouvionnais), équipe d'animation pastorale.
- Vie médicale : un cabinet médical, un cabinet de kinésithérapie, un dentiste, une pharmacie, une infirmière libérale...
- Un bureau de poste.
- Déplacements : autoroute A16 à 5 km (direction Boulogne-Calais) et à 12 km (direction Amiens-Paris). Autoroute A28 (direction Rouen) à 12 km. Gare SNCF trains grandes lignes (ligne Paris-Boulogne) à Noyelles-sur-Mer (5 km). Liaisons quotidiennes avec Abbeville (12 km) par le bus.
- Plage la plus proche : Le Crotoy (12 km).
- Présence d'une crèche, d'un établissement pour adultes handicapés et d'une gendarmerie (reconstruite en 2008).

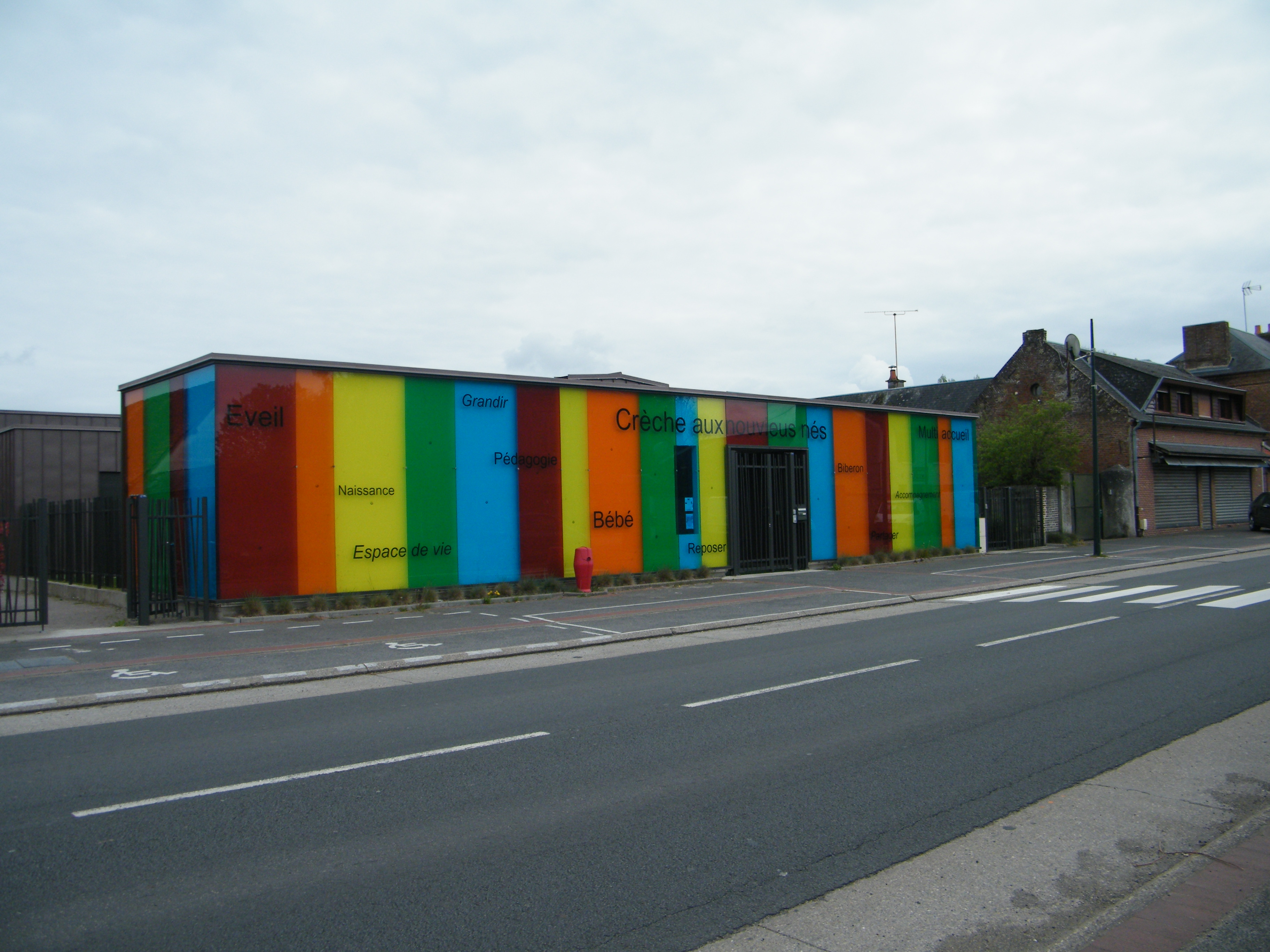
Crèche intercommunale.
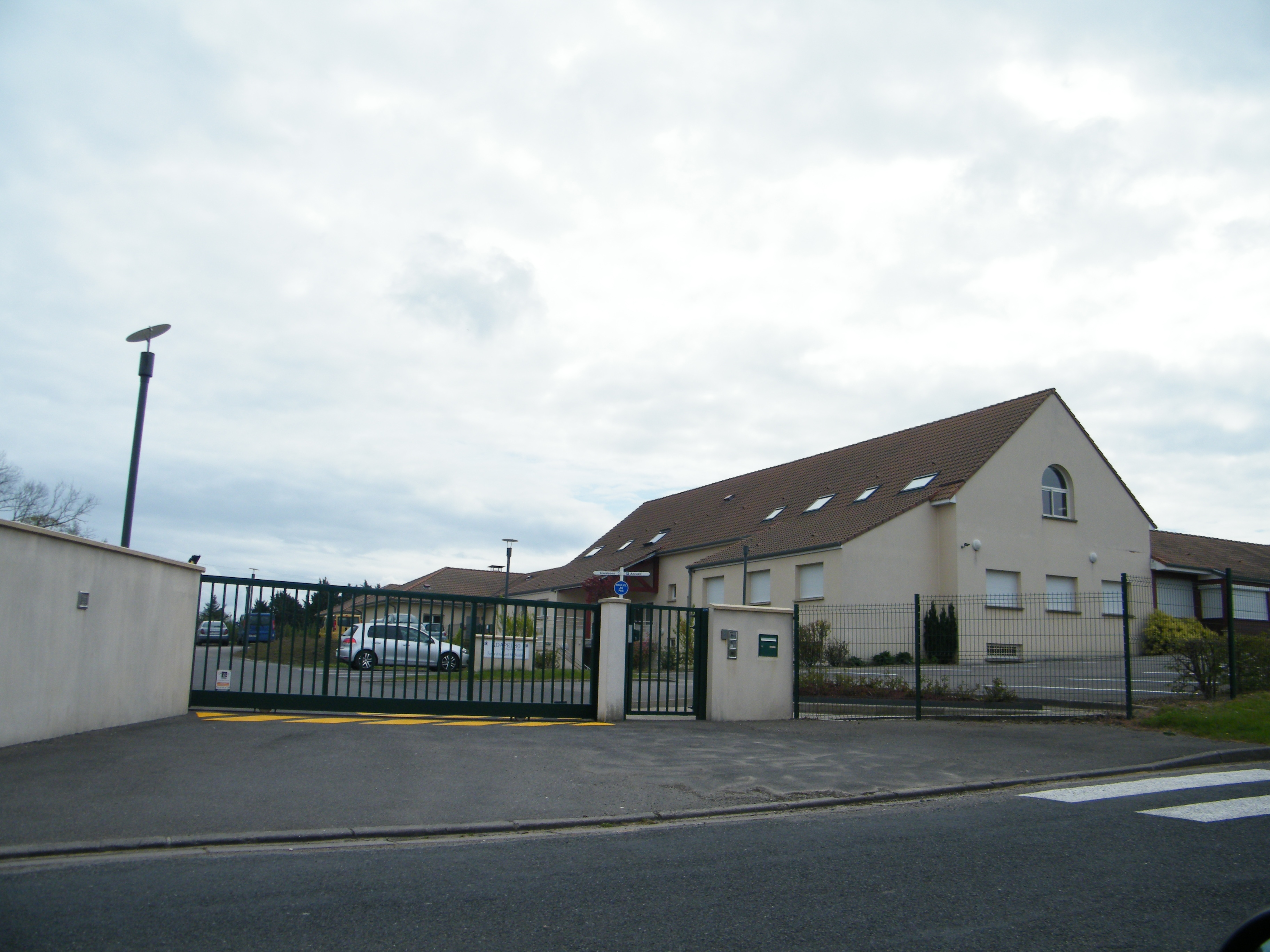
EHPAD des Papillons Blancs.
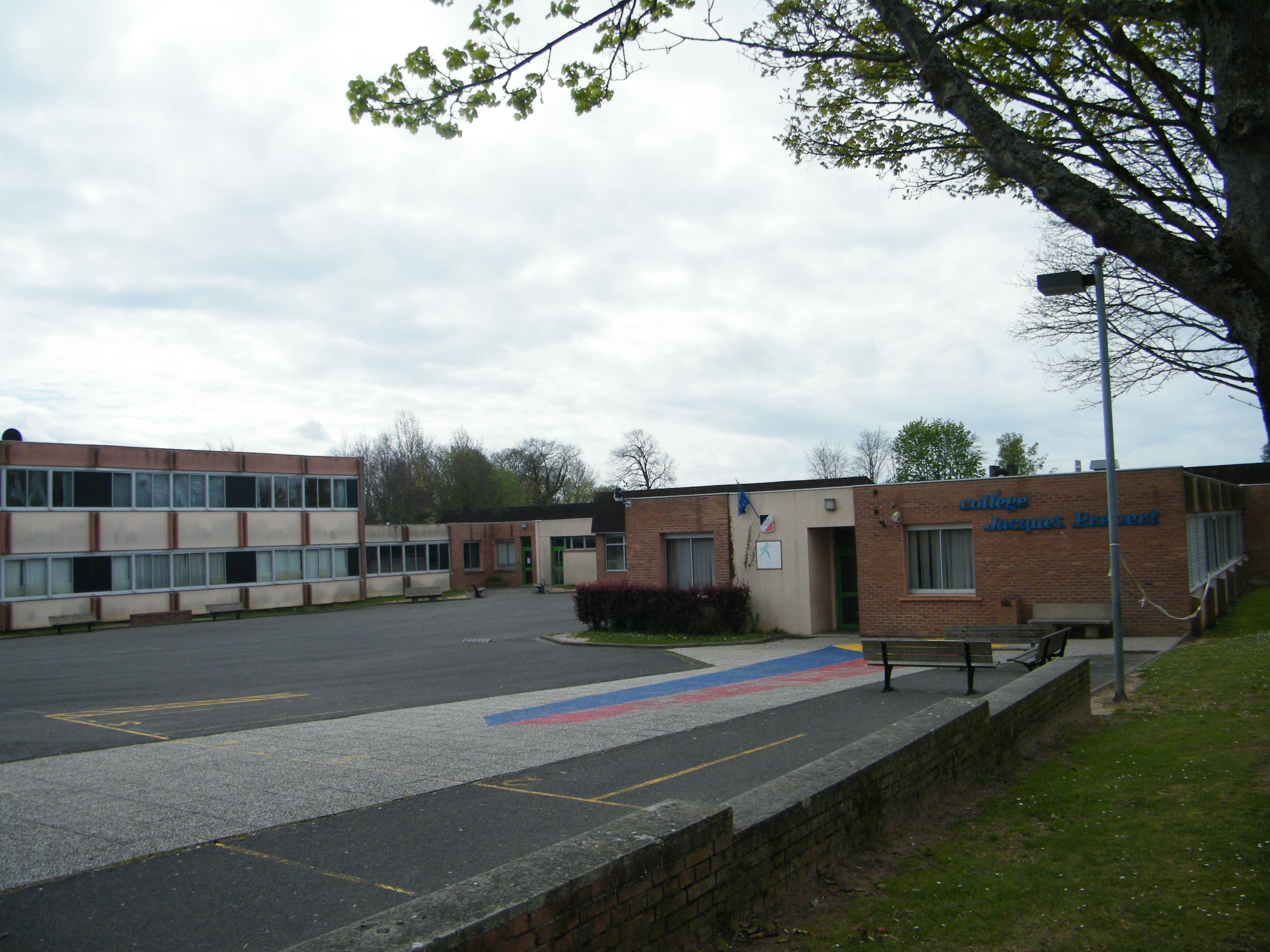
Collège Jacques Prévert.
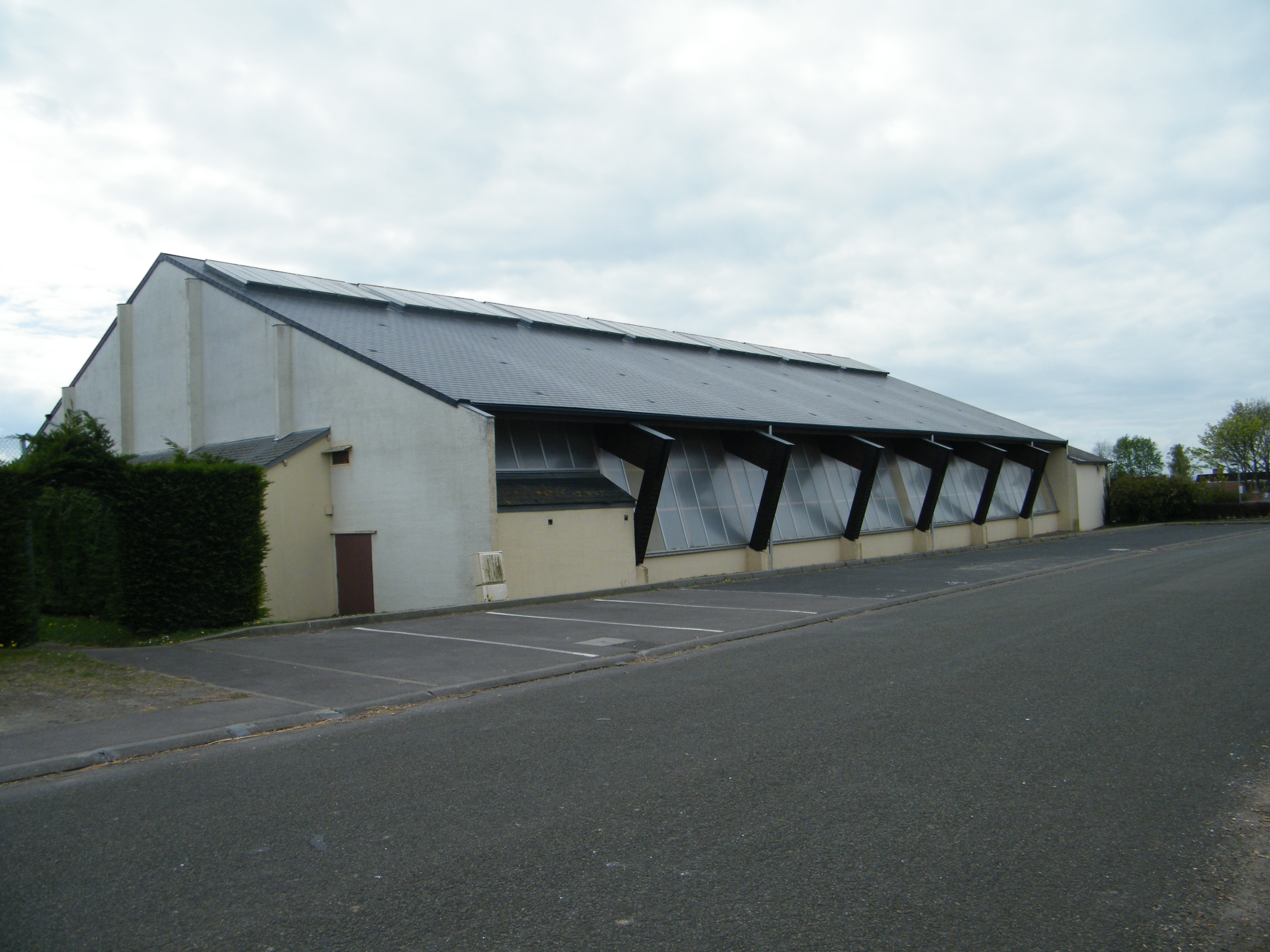
Gymnase du collège.

## Culture locale et patrimoine

### Lieux et monuments
- Église Saint-Maurice : reconstruite en 1876, avec son clocher du XVIe siècle, comprenant une pietà de la fin du XVIe siècle, s'inspirant de celle de l'église de Gamaches[37].

- Château Gaillard : propriété communale divisée en logements locatifs.
- Réplique de la grotte de Lourdes, à proximité immédiate de l'église, à l'entrée du cimetière[38].
- Chapelles Maillet et Sainte-Philomène, en bordure de la forêt de Crécy.
- Tour (brique sur assise de pierre et silex) d'un moulin à vent en ruines, le moulin Lamiré[39], construite vers 1520-1550, au lieu-dit la Briqueterie[40], entre Nouvion et Le Titre.
- Sphinx : rapportés par Nicolas Fauvel, originaire de Nouvion, historien, antiquaire, nommé consul de France à Athènes par Napoléon Bonaparte en 1803. Les sphinx, ont été placés à l'entrée du bourg, sur l'ex-RN 1, côté Abbeville[41],[42].

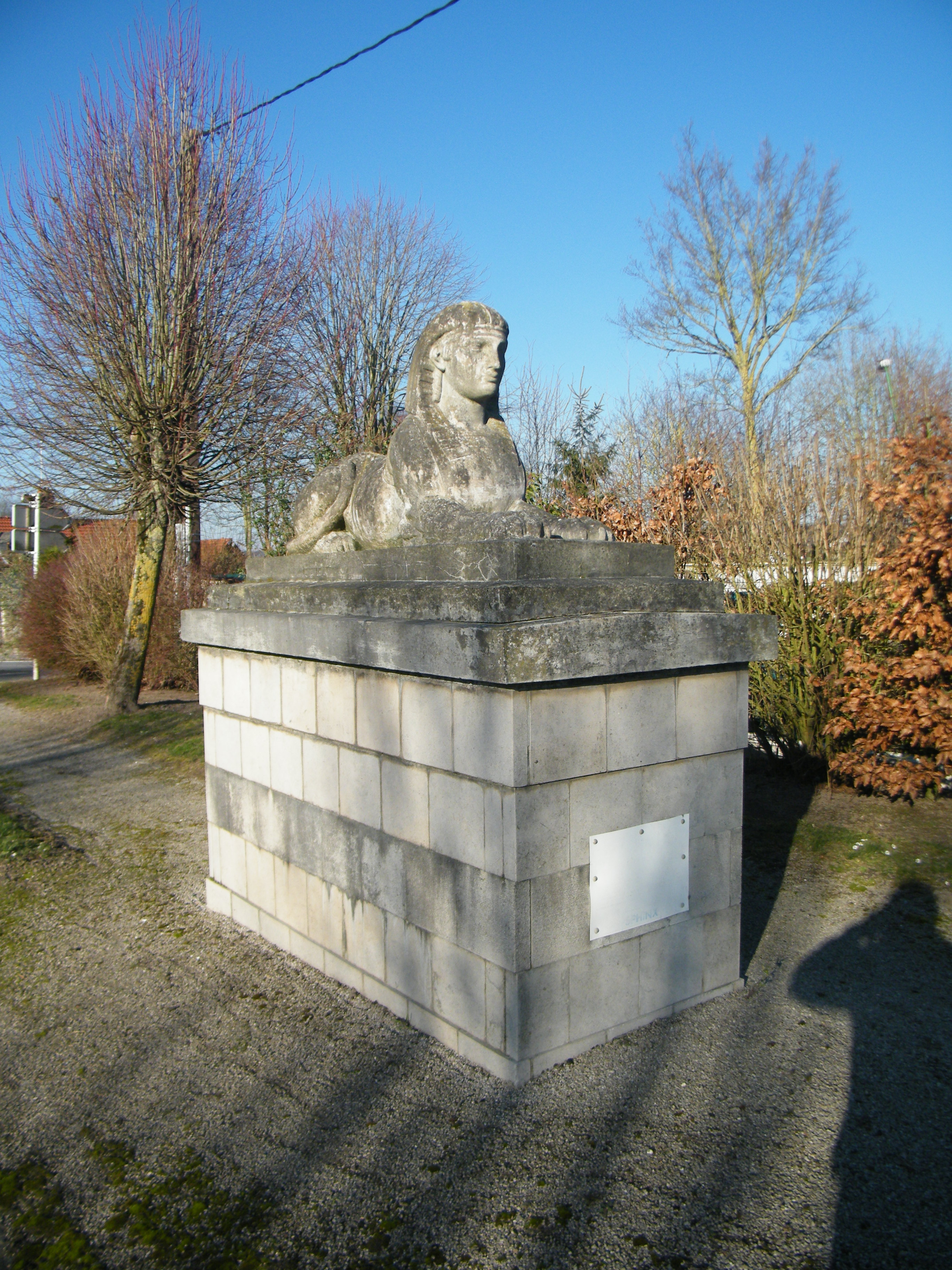
Sphinx d'entrée de bourg
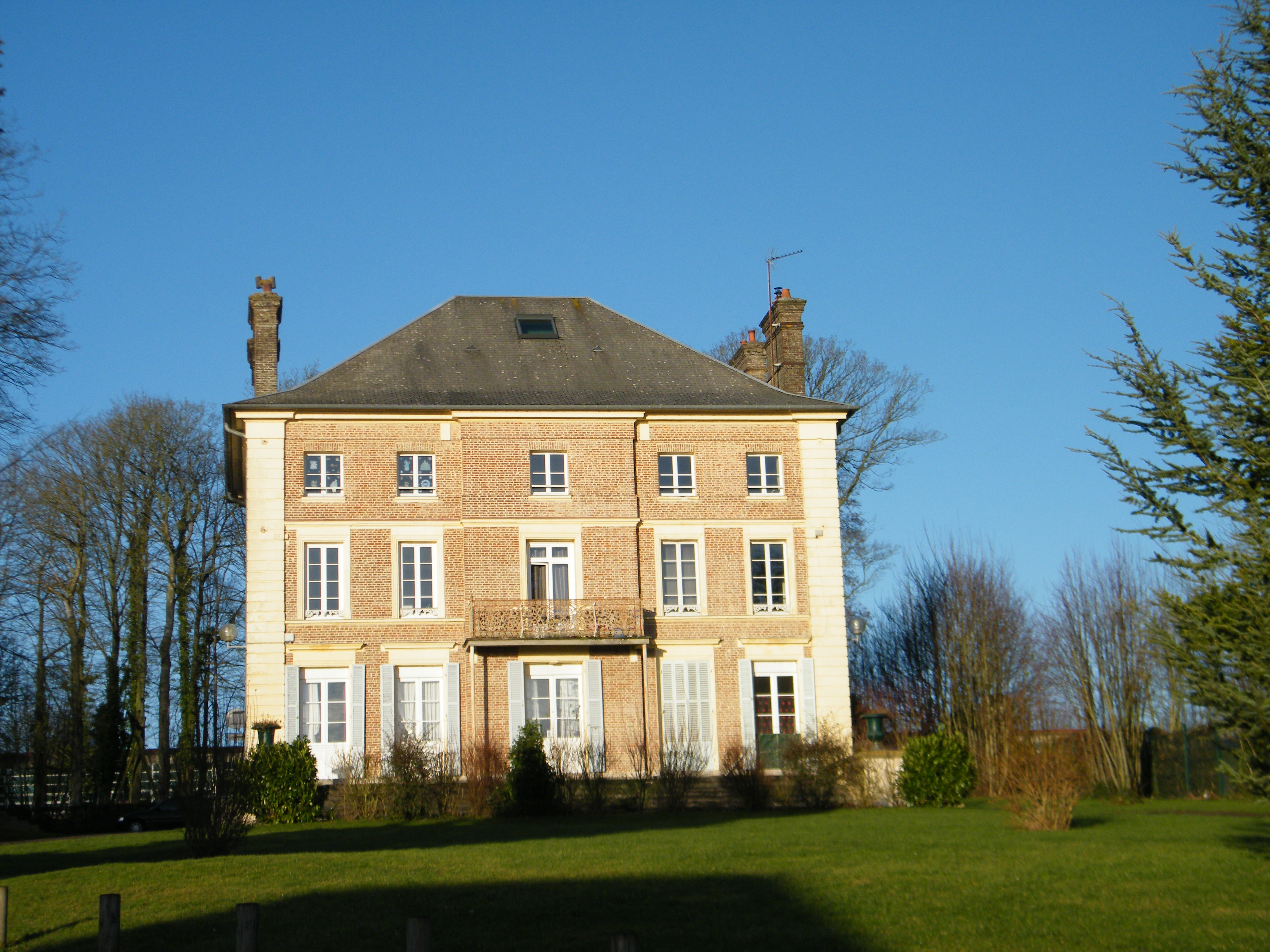
Château Gaillard.
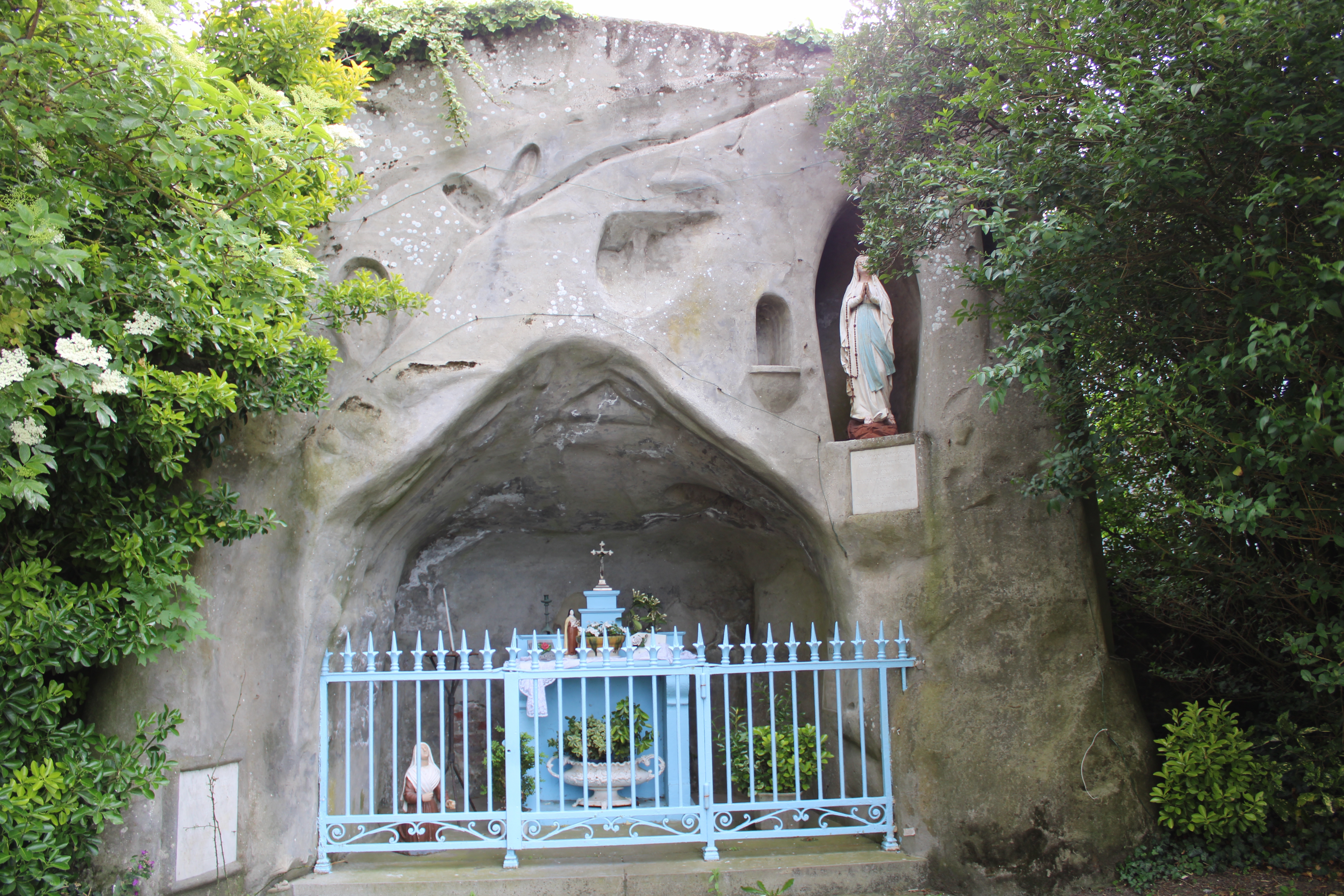
Réplique de la grotte de Lourdes.
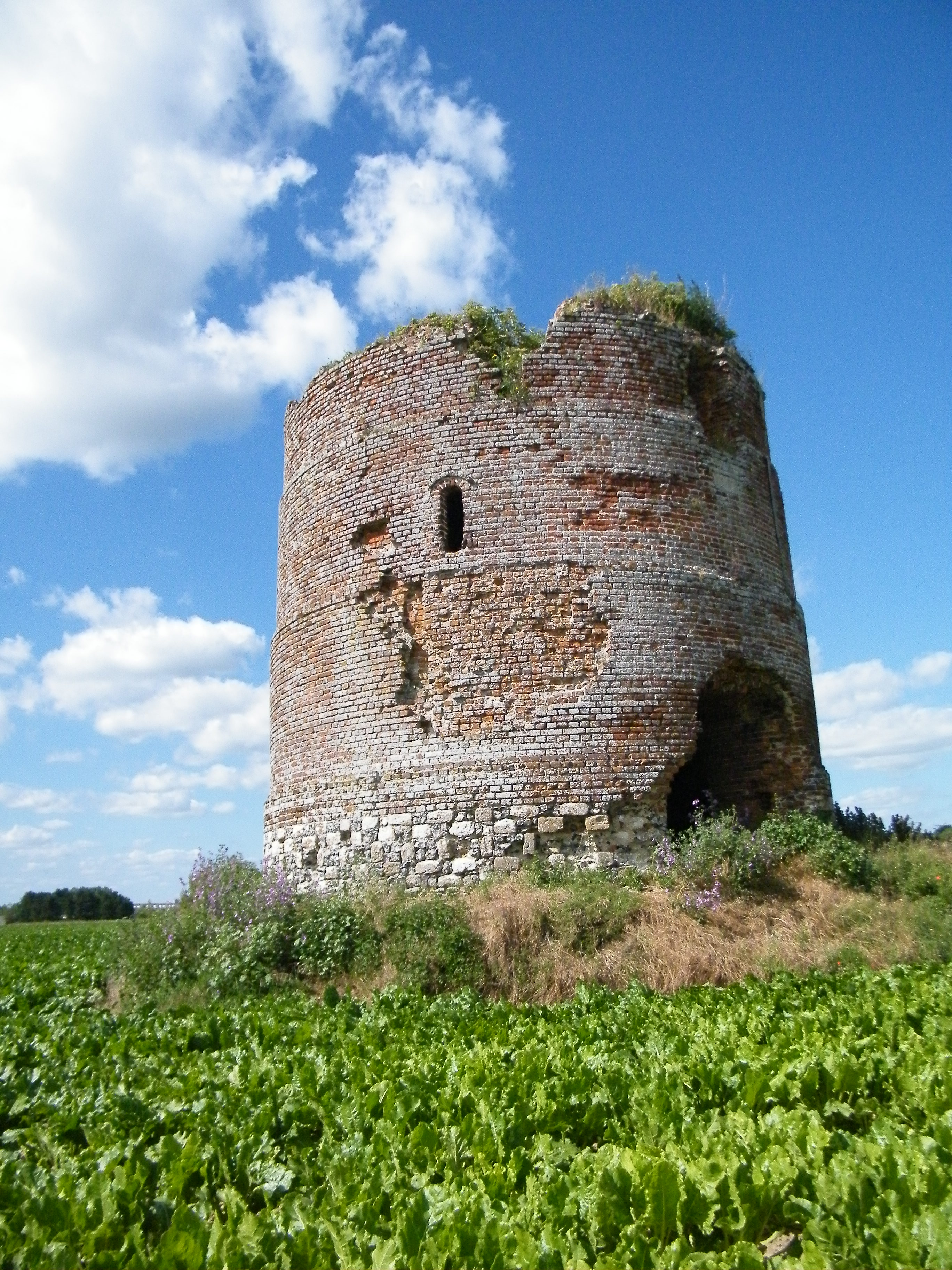
Moulin Lamiré.
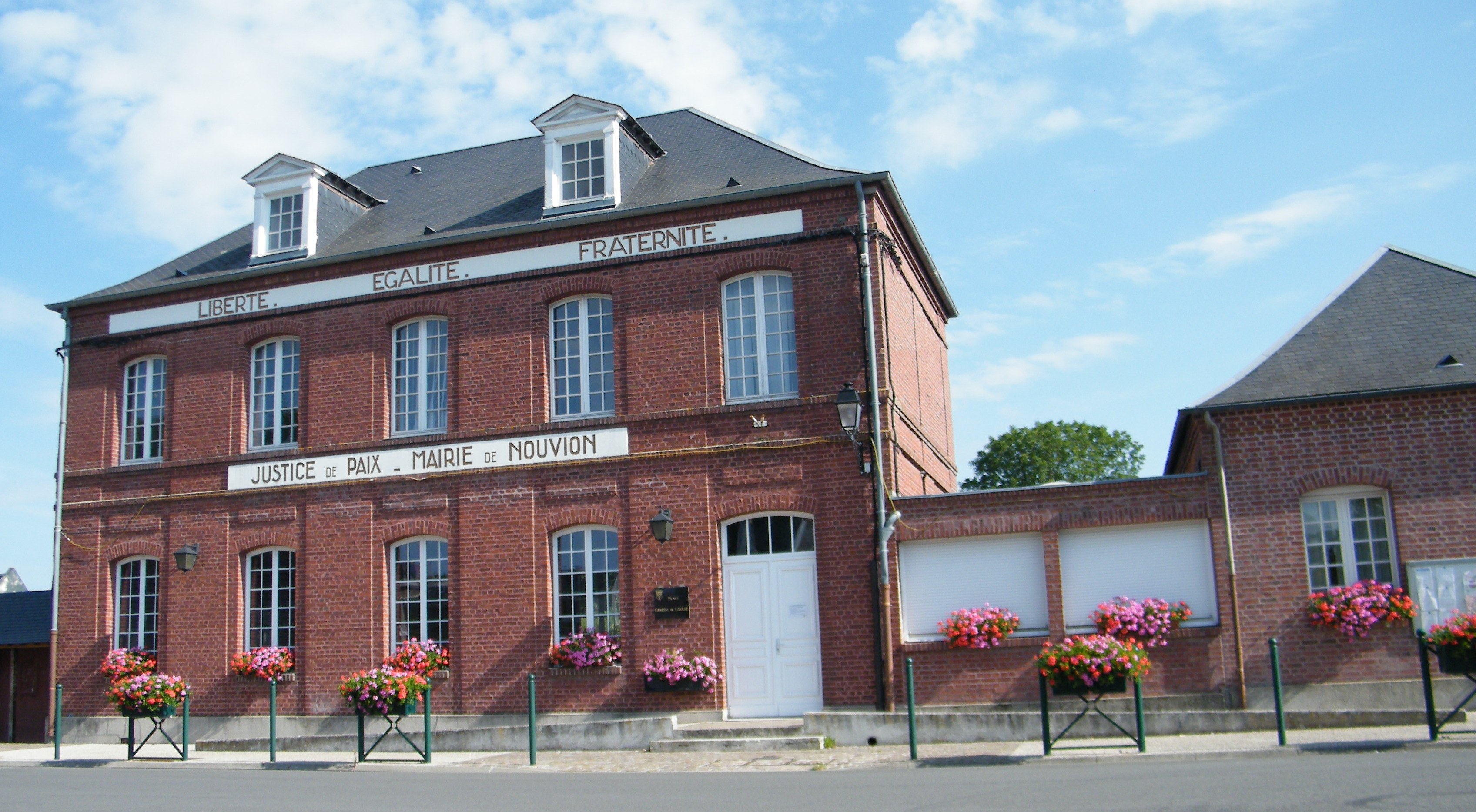
Mairie.
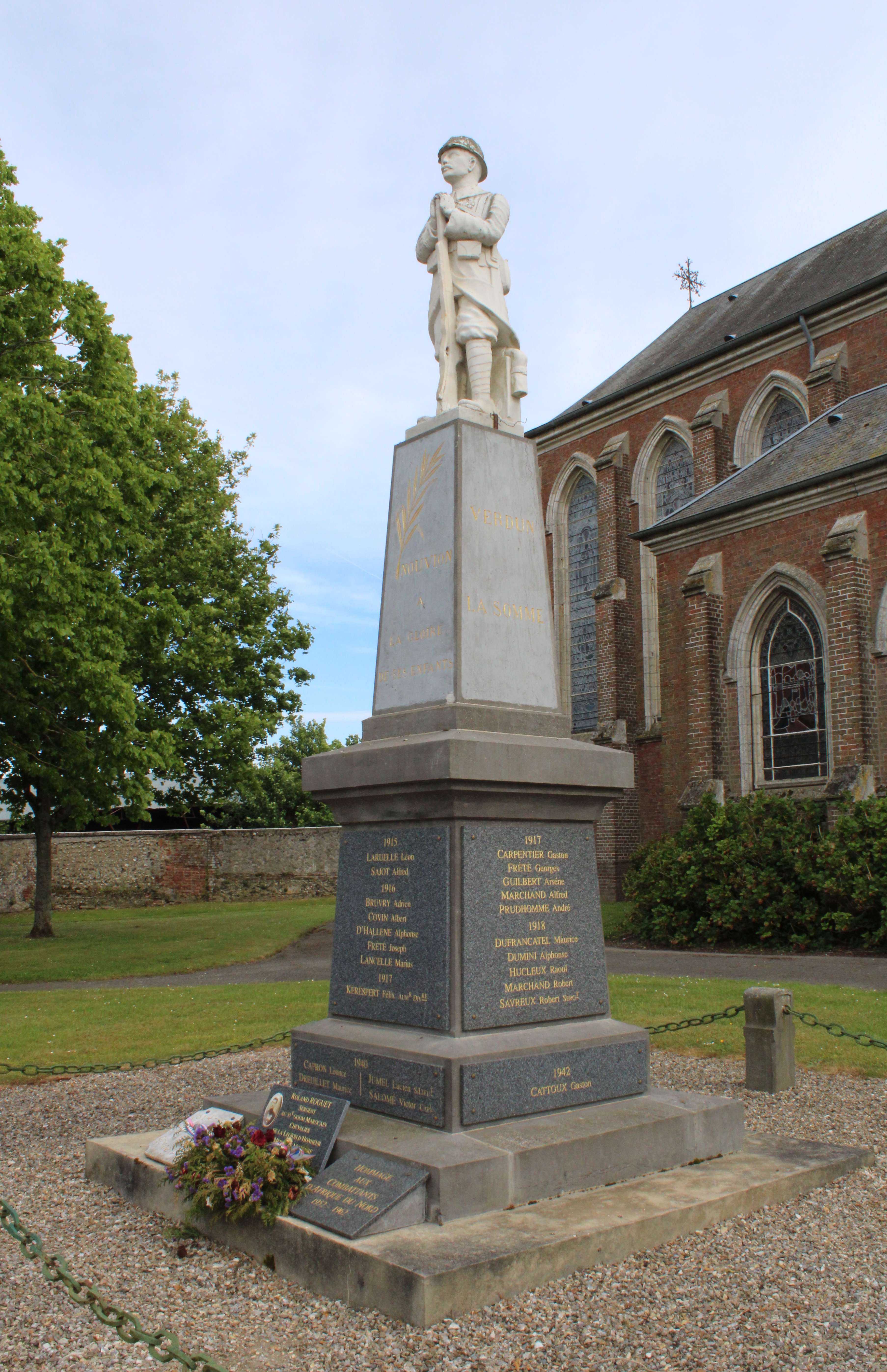
Le monument aux morts.

### Nouvion et la télévision
L'action de la série télévisée britannique Allô Allô est censée se dérouler à Nouvion. Aucun tournage n'a cependant été effectué sur place. Les scènes ont été filmées dans le Norfolk.

### Personnalités liées à la commune
- Louis de Coutes († v. 1483), seigneur de Nouvion et page de Jeanne d'Arc.
- Nicolas Fauvel, historien, antiquaire, consul de France à Athènes en 1803, a vécu à Nouvion[41].
- Jean-Claude Buisine (né en 1947 à Berck), homme politique français. Maire de Hautvillers-Ouville de 1995 à 2020, conseiller général de Nouvion de 2008 à 2015 et député de la Somme de 2012 à 2017.

### Héraldique
|  | Les armes de Nouvion se blasonnent ainsi : « d'azur à trois aigles éployés d'or, 2 et 1. » Blason de Nouvion, repris de celui des seigneurs du lieu, et notamment du sceau d'Henri, seigneur de Nouvion et de Béthencourt, de 1271. Le blason est surmonté d'une muraille. |